# Marcos Antônio de Araújo

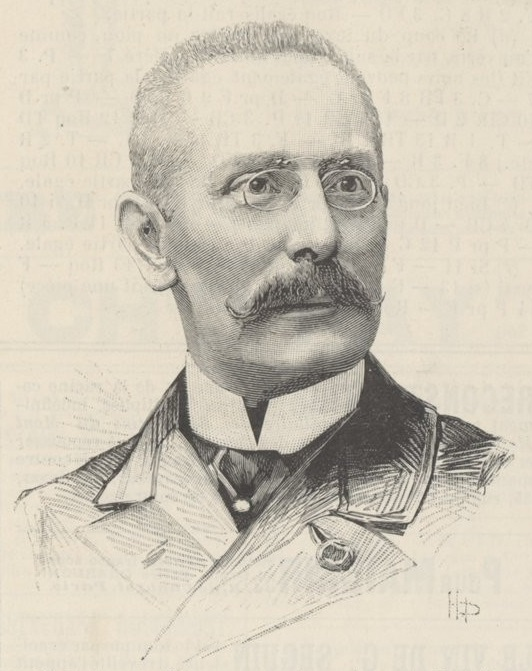

Marcos Antônio de Araújo, Baron en Burggraaf van Itajubá (Diamantina (Minas Gerais) 25 april 1805 — 6 februari 1884 in Wiesbaden) was een Braziliaans aristocraat. Hij studeerde rechten in Olinda en werd hoogleraar aan deze universiteit. Later werd hij politicus en diplomaat. Marcos Antônio de Araújo was lid van de Staatsraad van Keizer Peter II van Brazilië. Als Ambassadeur van Brazilië vertegenwoordigde de Araújo zijn land in Hannover en Berlijn.
Marcos Antônio de Araújo was een Commandeur in de Braziliaanse Orde van Christus, Grootkruis in de Pruisische Orde van de Rode Adelaar, Grootkruis in de Deense Orde van de Dannebrog en Ridder in de Orde van de Onbevlekte Ontvangenis van Vila Viçosa.
Uit zijn huwelijk met Maria Cristina Josefina Adele Vaugbelle kwamen drie kinderen waaronder Marcos Antônio de Araújo e Abreu, tweede Baron van Itajubá voort. Zijn tweede echtgenote was de Duitse Ida von Hildebrandt.
De titels in de Braziliaanse adel verkreeg Marcos Antônio de Araújo als erkenning voor zijn werk en maatschappelijke positie. Op 6 juni 1867 werd hij baron en op 17 juli 1871 werd hij ook tot (niet erfelijk) burggraaf verheven.